# Centre Mèdic Meir
El centre mèdic Meir (en hebreu: מרכז רפואי מאיר) (transliteració: Merkaz Refui Meir) és un hospital situat en el municipi de Kfar Saba, a Israel. És el setè major complex hospitalari del país.

## Història
La instal·lació mèdica va obrir les portes al públic el 15 de juliol de 1956, com un hospital per a pacients tuberculosos i per tractar malalties de l'aparell respiratori. Més tard en 1962, Meir es va convertir en un hospital general i ara és part del centre mèdic Sapir.
L'hospital Meir serveix a diverses comunitats ètniques de la zona densament poblada de la plana de Sharon, incloent a pacients àrabs israelians procedents de ciutats i pobles de la zona del triangle.
L'hospital és rep el seu nom del doctor Josef Meir (1890-1955), el primer cap del fons per als malalts i el director del ministeri de salut en els anys anteriors a la creació de l'Estat d'Israel.
Meir s'oposava rotundament a un sistema de salut elitista privat i afirmava que la medicina havia de ser un servei públic igualitari dirigit a millorar els nivells de salut de la població en general.
Quan el personal mèdic de l'hospital Meir ha de tractar a un pacient, no discrimina en funció de la religió, la raça, o el gènere, i admet a pacients procedents de la ciutat fronterera palestina de Qalqilya, situada al territori de l'Autoritat Nacional Palestina.

## Serveis

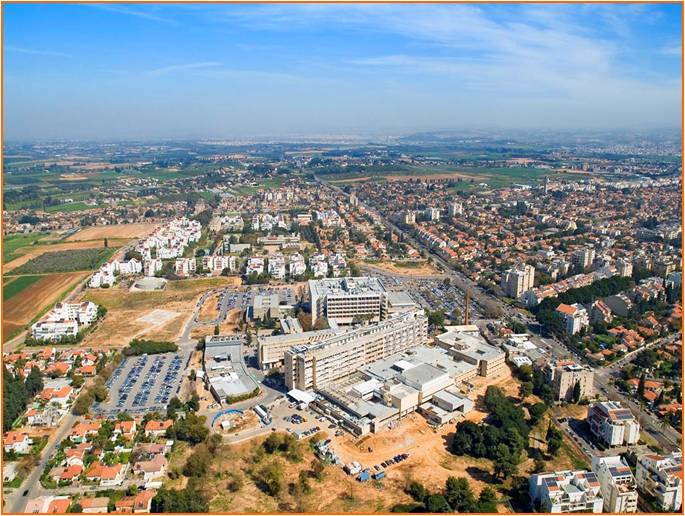

Els departaments d'ensenyament de l'hospital Meir estan afiliats amb l'escola de medicina Sackler, la universitat de Tel-Aviv, mentre que els laboratoris estan afiliats amb la universitat Bar Ilán.
El centre mèdic Meir està especialitzat en el tractament de les malalties pulmonars en la cirurgia de la medul·la espinal i està acreditat sota l'organisme JCI. Així mateix és l'hospital base de l'equip olímpic israelià. L'hospital disposa dels següents equipaments: 
- 717 llits per a hospitalització
- 60 seients per a consultes externes
- 57 seients per a admissió a parts hospitalaris
- 28 llocs per sotmetre's a diàlisis

## Departaments
- Gastroenterología
- Oncologia
- Nefrología
- Medicina de radioisòtops